# Dwergnachtzwaluwen
Dwergnachtzwaluwen (Aegothelidae) zijn de enige familie van vogels uit de orde van de Aegotheliformes. Er is maar één geslacht:
- Aegotheles Vigors & Horsfield, 1827